# Milda Valčiukaitė
Milda Valčiukaitė (Vilna, 24 de mayo de 1994) es una deportista lituana que compite en remo.
Participó en dos Juegos Olímpicos de Verano, obteniendo una medalla de bronce en Río de Janeiro 2016, en la prueba de doble scull, y el cuarto lugar en Tokio 2020, en la misma prueba.
Ganó dos medallas de oro en el Campeonato Mundial de Remo, en los años 2013 y 2018, y cinco medallas en el Campeonato Europeo de Remo entre los años 2013 y 2021.

## Palmarés internacional
| Juegos Olímpicos   | Juegos Olímpicos        | Juegos Olímpicos  | Juegos Olímpicos |
| Año                | Lugar                   | Medalla           | Prueba           |
| ------------------ | ----------------------- | ----------------- | ---------------- |
| 2016               | Río de Janeiro (Brasil) | Medalla de bronce | Doble scull      |
| Campeonato Mundial |                         |                   |                  |
| Año                | Lugar                   | Medalla           | Prueba           |
| 2013               | Chungju (Corea del Sur) | Medalla de oro    | Doble scull      |
| 2018               | Plovdiv (Bulgaria)      | Medalla de oro    | Doble scull      |
| Campeonato Europeo |                         |                   |                  |
| Año                | Lugar                   | Medalla           | Prueba           |
| 2013               | Sevilla (España)        | Medalla de oro    | Doble scull      |
| 2014               | Belgrado (Serbia)       | Medalla de plata  | Doble scull      |
| 2015               | Poznań (Polonia)        | Medalla de plata  | Doble scull      |
| 2018               | Glasgow (Reino Unido)   | Medalla de bronce | Doble scull      |
| 2021               | Varese (Italia)         | Medalla de plata  | Doble scull      |